# Steve Henshaw
Steve Henshaw (Nottingham, 1954 - Sulby, 7 juni 1989) was een Brits motorcoureur. 
Steve Henshaw racete zowel op vaste- als op stratencircuits. Hij begon zijn carrière op een clubcircuit, het voormalige Darley Moor oorlogsvliegveld in Derbyshire. Later racete hij ook op Mallory Park en hij won twee keer de "Scarborough Gold Cup" op het circuit van Oliver's Mount bij Scarborough. 
Vanaf 1981 startte hij ook in de TT van Man. Tijdens de nieuwe Production 1300 TT kwam hij tijdens de tweede ronde bij Quarry Bends ten val toen hij probeerde de gevallen James Whitham te ontwijken, waarbij hij in botsing kwam met Mike Seward. Seward werd gewond per helikopter naar Nobles Hospital in Douglas gebracht, maar Steve Henshaw overleed ter plaatse. Hij liet zijn echtgenote Val achter. 
In dezelfde ronde verongelukte Phil Mellor bij Doran's Bend. Hoewel dodelijke ongevallen op de Snaefell Mountain Course aan de orde van de dag waren (in de trainingen waren er al drie doden gevallen), kwamen de ongelukken van Mellor en Henshaw hard aan. James Whitham, Brian Morrison en Steve Cull vertrokken onmiddellijk naar huis en de nieuwe Production 1300 TT werd al na één jaar geschrapt. 
Naar Steve Henshaw werd een race op Oliver's Mount genoemd: De Steve Henshaw International Gold Cup Race. 

## Isle of Man TT resultaten
| Jaar | Klasse                | Team  | Motorfiets       | Plaats  |
| ---- | --------------------- | ----- | ---------------- | ------- |
| 1981 | Formula One TT        | Privé | Ducati           | 24      |
| 1981 | Classic TT            | Privé | Suzuki           | 15      |
| 1981 | Senior TT             | Privé | Suzuki           | 31      |
| 1982 | Formula One TT        | Privé | Ducati           | DNF     |
| 1982 | Classic TT            | Privé | Suzuki           | DNF     |
| 1982 | Senior TT             | Privé | Suzuki           | 8       |
| 1983 | Formula Two TT        | Privé | Yamaha           | 7       |
| 1983 | Junior TT             | Privé | EMC-Rotax        | DNF     |
| 1983 | Senior Classic TT     | Privé | Suzuki           | DNF     |
| 1986 | Formula One TT        | Privé | Tillstons-Suzuki | 18      |
| 1986 | Formula Two TT        | Privé | Tillstons-Suzuki | DNF     |
| 1986 | Production Class A TT | Privé | Tillstons-Suzuki | 10      |
| 1986 | Production Class B TT | Privé | Tillstons-Suzuki | 31      |
| 1986 | Senior TT             | Privé | Tillstons-Suzuki | DNF     |
| 1987 | Formula One TT        | Privé | Suzuki           | DNF     |
| 1987 | Production Class B TT | Privé | Suzuki           | 30      |
| 1987 | Senior TT             | Privé | Suzuki           | 25      |
| 1988 | Junior TT             | Privé | Honda            | 20      |
| 1988 | Production Class A TT | Privé | Yamaha           | 14      |
| 1988 | Senior TT             | Privé | Onbekend         | DNF     |
| 1989 | Formula One TT        | Privé | Honda            | 18      |
| 1989 | Production 750 TT     | Privé | Onbekend         | DNF     |
| 1989 | Production 1300 TT    | Privé | Onbekend         | DNF (†) |